# 1993-as Tour de France
Az 1993-as Tour de France volt a 80. francia körverseny. 1993. július 3-a és július 25-a között rendezték. A verseny 20 szakaszból plusz a prologból állt, 3 714,3 km hosszan Le Puy du Fouból indult és a szokásos Párizsi körversennyel végződött. Az útvonal hossza 3 714,3 km volt az immár harmadszor győztes Miguel Indurain 38,71 kilométer/óra átlag sebességgel teljesítette. 20 csapat 180 versenyzője indult és 136 jutott el a Párizsi befutóig.

## Szakaszok
| Szakasz       | Végpontok           | Végpontok              | Hossz     |                 | Jelleg          | Időpont               | Szakaszgyőztes           |
| Szakasz       | Rajt                | Cél                    | Hossz     |                 | Jelleg          | Időpont               | Szakaszgyőztes           |
| ------------- | ------------------- | ---------------------- | --------- | --------------- | --------------- | --------------------- | ------------------------ |
| Prolog        | Le Puy du Fou       |                        | 6,8 km    | egyéni időfutam | egyéni időfutam | július 3., szombat    | Miguel Indurain          |
| 1.            | Luçon               | Les Sables-d'Olonne    | 215 km    | sík szakasz     | sík szakasz     | július 4., vasárnap   | Mario Cipollini          |
| 2.            | Les Sables-d'Olonne | Vannes                 | 227,5 km  | sík szakasz     | sík szakasz     | július 5., hétfő      | Wilried Nelissen         |
| 3.            | Vannes              | Dinard                 | 189,5 km  | sík szakasz     | sík szakasz     | július 6., kedd       | Djamolidine Abdoujaparov |
| 4.            | Dinard              | Avranches              | 81,0 km   | csapatidőfutam  | Csapat időfutam | július 7., szerda     | GB-MG Maglificio         |
| 5.            | Avranches           | Évreux                 | 225,5 km  | sík szakasz     | sík szakasz     | július 8., csütörtök  | Jesper Skibby            |
| 6.            | Évreux              | Amiens                 | 158 km    | sík szakasz     | sík szakasz     | július 9., péntek     | Johan Bruyneel           |
| 7.            | Péronne             | Châlons-sur-Marne      | 199 km    | sík szakasz     | sík szakasz     | július 10., szombat   | Bjarne Riis              |
| 8.            | Châlons-sur-Marne   | Verdun                 | 184,5 km  | sík szakasz     | sík szakasz     | július 11., vasárnap  | Lance Armstrong          |
| 9.            | Lac de Medine       |                        | 59 km     | egyéni időfutam | egyéni időfutam | július 12., hétfő     | Miguel Indurain          |
| Franciaország | Franciaország       | Franciaország          | pihenőnap | pihenőnap       | pihenőnap       | július 13., kedd      | július 13., kedd         |
| 10.           | Villard-de-Lans     | Serre Chevalier        | 203 km    | hegyi szakasz   | hegyi szakasz   | július 14., szerda    | Toni Rominger            |
| 11.           | Serre Chevalier     | Isola 2000             | 179 km    | hegyi szakasz   | hegyi szakasz   | július 15., csütörtök | Toni Rominger            |
| 12.           | Isola               | Marseille              | 286,5 km  | sík szakasz     | sík szakasz     | július 16., péntek    | Fabio Rocioli            |
| 13.           | Marseille           | Montpellier            | 181,5 km  | sík szakasz     | sík szakasz     | július 17., szombat   | Olaf Ludwig              |
| 14.           | Montpellier         | Perpignan              | 223 km    | sík szakasz     | sík szakasz     | július 18., vasárnap  | Pascal Lino              |
| 15.           | Perpignan           | Pal                    | 231,5 km  | hegyi szakasz   | hegyi szakasz   | július 19., hétfő     | Oliverio Rincón          |
| Franciaország | Franciaország       | Franciaország          | pihenőnap | pihenőnap       | pihenőnap       | július 20., kedd      | július 20., kedd         |
| 16.           | Andorra             | Saint-Lary-Soulan      | 230 km    | hegyi szakasz   | hegyi szakasz   | július 21., szerda    | Zenon Jaskula            |
| 17.           | Tarbes              | Pau                    | 191 km    | hegyi szakasz   | hegyi szakasz   | július 22., csütörtök | Claudio Chiappucci       |
| 18.           | Orthez              | Bordeaux               | 199,5 km  | sík szakasz     | sík szakasz     | július 23., péntek    | Djamolidine Abdoujaparov |
| 19.           | Brétigny-sur-Orge   | Montihéry              | 48 km     | egyéni időfutam | egyéni időfutam | július 24., szombat   | Toni Rominger            |
| 20.           | Viry-Châtillon      | Párizs, Champs-Élysées | 196,5 km  | sík szakasz     | sík szakasz     | július 25., vasárnap  | Djamolidine Abdoujaparov |

## Végeredmény

### Sárga trikó
|    | Versenyző            | Csapat        | Idő            |
| -- | -------------------- | ------------- | -------------- |
| 1  | Miguel Indurain      | Banesto       | 95 óra 57' 09" |
| 2  | Toni Rominger        | Clas-Cajastur | 4' 59"         |
| 3  | Zenon Jaskula        | GB-MG         | 5' 48"         |
| 4  | Alvaro Mejia         | Motorola      | 7' 29"         |
| 5  | Bjarne Riis          | Ariostea      | 16' 26"        |
| 6  | Claudio Chiappucci   | Carrera       | 17' 18"        |
| 7  | Johan Bruyneel       | ONCE          | 18' 04"        |
| 8  | Andrew Hampsten      | Motorola      | 20' 14"        |
| 9  | Pedro Delgado        | Banesto       | 23' 57"        |
| 10 | Vlagyimir Poulnyikov | Carrera       | 25' 29"        |

### Zöld trikó
| #   | Versenyző                | Csapat        | Pont     |
| --- | ------------------------ | ------------- | -------- |
| 1.  | Djamolidine Abduzhaparov | Lampre-Polti  | 298 pont |
| 2.  | Johan Museeuw            | GB-MG         | 157 pont |
| 3.  | Maximilian Schiandri     | Motorola      | 153 pont |
| 4.  | François Simon           | Castorama     | 149 pont |
| 5.  | Christophe Capelle       | Can           | 147 pont |
| 6.  | Frédéric Moncassin       | Wordperfect   | 145 pont |
| 7.  | Miguel Indurain          | Banesto       | 136 pont |
| 8.  | Bjarne Riis              | Ariostea      | 133 pont |
| 9.  | Toni Rominger            | Clas-Cajastur | 126 pont |
| 10. | Stefano Colagè           | ZG-Mobili     | 120 pont |

### Pöttyös trikó
| #   | Versenyző          | Csapat        | Pont     |
| --- | ------------------ | ------------- | -------- |
| 1.  | Toni Rominger      | Clas-Cajastur | 449 pont |
| 2.  | Claudio Chiappucci | Carrera       | 301 pont |
| 3.  | Miguel Rincón      | Amaya-Seguros | 286 pont |
| 4.  | Miguel Indurain    | Banesto       | 239 pont |
| 5.  | Richard Virenque   | Festina       | 191 pont |
| 6.  | Alvaro Mejia       | Motorola      | 187 pont |
| 7.  | Davide Cassani     | Ariostea      | 156 pont |
| 8.  | Zenon Jaskula      | GB-MG         | 153 pont |
| 9.  | Leonardo Sierra    | ZG-Mobili     | 136 pont |
| 10. | Bjarne Riis        | Ariostea      | 113 pont |

### Fehér trikó
| #   | Versenyző         | Csapat          | Idő            |
| --- | ----------------- | --------------- | -------------- |
| 1.  | Antonio Martin    | Amaya Seguros   | 96 óra 27' 00" |
| 2.  | Oliviero Rincón   | Amaya Seguros   | 3' 28"         |
| 3.  | Richard Virenque  | Festina         | 8' 21"         |
| 4.  | Fernando Escartín | Clas-Cajastur   | 23' 18"        |
| 5.  | Bo Hamburger      | TVM-Bison       | 23' 51"        |
| 6.  | Leonardo Sierra   | ZG Mobili       | 31' 41"        |
| 7.  | Dimitrij Zdanov   | Morvemail-Laser | 45' 26"        |
| 8.  | Alex Zülle        | ONCE            | 49' 07"        |
| 9.  | Laurent Brochard  | Castorama       | 50' 26"        |
| 10. | Eddy Bouwmans     | Normail-Laser   | 53' 21"        |

### Csapatverseny
| #   | Csapat                | Idő              |
| --- | --------------------- | ---------------- |
| 1.  | Carrera Jeans-Tassoni | 268 óra 09' 5322 |
| 2.  | Ariostea              | 47' 40"          |
| 3.  | Clas-Cajastur         | 48' 49"          |
| 4.  | Festina               | 1 óra 08' 42"    |
| 5.  | Banesto               | 1 óra 08' 57"    |
| 6.  | GB-MG Maglificio      | 1 óra 13' 59"    |
| 7.  | Motorola              | 1 óra 27' 22"    |
| 8.  | ZG Mobili-Sidi        | 1 óra 35' 03"    |
| 9.  | Amaya Seguros         | 1 óra 48' 48"    |
| 10. | ONCE                  | 1 óra 51' 12"    |